# تشان يون هان
تشان يون هان (بالصينية: 陳婉嫻) وتلقب أيضاً بالأخت هان ولدت في 16 نوفمبر/تشرين الثّاني عام 1946 في شينزن بالصين. هي إحدى أعضاء الإتحاد النسائي النشيطينِ في هونغ كونغ. هي نائب رئيس اتحاد هونغ كونغ لإتحادات العمال، وعضو التحالف الديمقراطيِ للتحسينِ والتقدّم فرع هونغ كونغ. أنتخبت في المجلس التشريعي لهونغ كونغ الليجو (Legco) من عام 1995 إلى عام 2008 ما جعلها النقابية النسائية الأولى التي تعمل كعضو في المجلس التشريعي Legco.

## وصلات خارجية
- عضو المجلس التشريعي لإتحاد هونغ كونغ لإتحاد العمال